# Aeroporto Internacional Guglielmo Marconi
O Aeroporto Internacional Guglielmo Marconi-Bologna (em italiano:  Aeroporto di Bologna-Guglielmo Marconi), é um  aeroporto internacional que serve a cidade de Bolonha, Itália. O aeroporto tem o nome do famoso engenheiro italiano Guglielmo Marconi, nativo de Bologna e ganhador do prêmio Nobel. Está localizado a cerca de 6 km da cidade de Bologna na região da Emilia Romagna.
O aeroporto serve também o porto da cidade, um dos principais portos da Itália e da Europa. O aeroporto é atualmente administrado pela empresa Aeroporto di Genova que realizou algumas ampliações em sua estrutura. Em 2008 recebeu 1,202,168 passageiros sendo um dos 10 aeroportos mais movimentados da Itália.

## Terminais e destinos
| Companhias                                  | Destinos |
| ------------------------------------------- | --- |
| Aer Lingus                                  | Dublim (sazonal) |
| Air France                                  | Paris |
| Air France operado pela HOP!                | Lyon, Paris |
| Alitalia                                    | Catania, Palermo, Roma |
| American Airlines                           | Philadelphia |
| Austrian Airlines                           | Viena |
| Belle Air                                   | Tirana |
| Blue Air                                    | Bacău, Bucareste |
| British Airways                             | Londres |
| Brussels Airlines                           | Bruxelas |
| Carpatair                                   | Timişoara |
| Czech Airlines                              | Praga |
| DanubeWings                                 | Bratislava, Crotone (sazonal), Košice, Poprad |
| Germanwings                                 | Colônia |
| Icelandair                                  | Reykjavík |
| Iberia                                      | Madrid |
| Iberia operado por Air Nostrum              | Madrid, Barcelona |
| KLM                                         | Amsterdã |
| KLM operado por KLM Cityhopper              | Amsterdã |
| Lufthansa                                   | Frankfurt |
| Lufthansa Regional operado por Air Dolomiti | Frankfurt, Munique |
| Meridiana                                   | Cagliari, Catania, Olbia, Palermo |
| Royal Air Maroc                             | Casablanca |
| Ryanair                                     | Alicante, Bari, Birmingham, Bratislava (começa em 30 de outubro), Brindisi, Bruxelas, Constança, Dublim, Edimburgo, Frankfurt, Girona, Granada, Ibiza, Katowice, Lamezia Terme, Londres, Madri, Oslo, Paris, Porto, Sevilha, Trapani, Valência, Weeze |
| SAS                                         | Copenhague |
| TAP Portugal                                | Lisboa, Zagreb |
| TAROM                                       | Bucareste |
| Turkish Airlines                            | Istambul |
| Trawel Fly                                  | Crotone |

Os destinos de voo internacionais mais populares a partir de Bolonha são Londres, Frankfurt, Barcelona e Istambul.